# مطار يانتاي لايشان الدولي
مطار يانتاي لايشان الدولي (إياتا: YNT، إيكاو: ZSYT) مطار سابق يقع في مدينة يانتاي في جمهورية الصين الشعبية.
كان مطار لايشان في الأصل مطارًا عسكريًا تديره بحرية جيش التحرير الشعبي. في يونيو 1984، وافقت الحكومة الصينية واللجنة العسكرية المركزية على فتح المطار أمام الرحلات المدنية، والتي بدأت في أكتوبر 1984 برحلات إلى بكين وشنغهاي. خلال 31 عامًا من التشغيل التجاري، نمت حركة المرور بشكل كبير، وخدم المطار رحلات بين يانتاى وأكثر من 70 مدينة صينية، بالإضافة إلى العديد من الوجهات الدولية بما في ذلك سيول وبوسان في كوريا الجنوبية . نظرًا لعدم قدرة المرافق الحالية على تلبية خدمات الرحلات المتزايدة، بدأت حكومة يانتاي في بناء مطار يانتاي الدولي في سبتمبر 2011. كان عام في عام 2014 آخر عام له كمطار مدني.
صنف مطار يانتاي لايشان الدولي في المرتبة الحادية والأربعون في الصين من حيث عدد الركاب عام 2011 وفقًا لإدارة الطيران المدني في الصين، حيث تعامل مع 2,547,499 راكب، وبلغ إجمالي حركة الطائرات (القادمة والمغادرة) 26,573 طائرة وقد بلغت كمية البضائع المنقولة عبر المطار 40,332 طن.